# Losing Grip
Losing Grip is een nummer van de Canadese zangeres Avril Lavigne uit 2003. Het is de vierde en laatste single van haar debuutalbum Let Go.
Hoewel het nummer flopte in Lavigne's thuisland Canada, werd het wel een hit in een aantal Europese landen en in Australië. In de Nederlandse Top 40 was het nummer met een 8e positie zeer succesvol, terwijl het in de Vlaamse Ultratop 50 slechts de 48e positie behaalde.